# Jakkit Niyomsuk
Jakkit Niyomsuk (thailändisch จักรกฤษ นิยมสุข, * 4. Juni 1994) ist ein thailändischer Fußballspieler.

## Karriere
Jakkit Niyomsuk spielte bis Mitte 2017 beim Viertligisten Mahasarakham FC. Mit dem Verein aus Surin spielte er in der vierten Liga, der Thai League 4. Hier trat der Klub in der North/Eastern Region an. Im Juni 2017 wechselte er zu Ubon UMT United. Der Verein aus Ubon Ratchathani spielte in der ersten Liga, der Thai League. Für Ubon stand er neunzehnmal in der ersten Liga auf dem Spielfeld. 2018 unterschrieb er einen Vertrag in Nakhon Ratchasima beim Ligakonkurrenten Nakhon Ratchasima FC. Die Rückserie 2019 wurde er an den in der zweiten Liga, der Thai League 2, spielenden Sisaket FC ausgeliehen. Für Sisaket absolvierte er zwei Zweitligaspiele. Anfang 2020 kehrte er nach der Ausleihe nach Korat zurück. Anfang 2021 lieh ihn der Zweitligist Ayutthaya United FC aus. 16 Spielte absolvierte er für den Klub aus Ayutthaya. Nach der Saison kehrte er wieder zu Nakhon Ratchasima zurück. Nach insgesamt 31 Ligaeinsätzen für Korat wechselte er nach der Hinrunde 2021/22 im Dezember 2021 zum Zweitligisten Rayong FC. Für den Verein aus Rayong stand er elfmal in der zweiten Liga auf dem Spielfeld. Im Juni 2022 unterschrieb er einen Vertrag beim Zweitligaaufsteiger Nakhon Si United FC. Für den Verein aus Nakhon Si Thammarat bestritt er zwei Zweitligaspiele. Nach einer Saison verließ er den Verein. Die Saison 2024 trat er mit dem Hua Samrong Gateway FC aus Hua Samrong in der Thailand Semi-Pro League an. Mit dem Klub spielte er sechsmal in der Eastern Region. Am Ende belegte er mit dem Klub den letzten Platz der Region. Im Juli 2024 unterschrieb er in Phitsanulok einen Vertrag bei dem in der Northern Region spielenden Drittligisten Phitsanulok FC. Nach acht Ligaspielen wurde sein Vertrag im Dezember 2024 nicht verlängert.